# Fernando Carvallo
Fernando Carvallo, mit vollständigem Namen Rubén Fernando Carvallo Muñoz, (* 24. September 1948 in Santiago de Chile) ist ein ehemaliger chilenischer Fußballspieler und -trainer. Der Mittelfeldspieler spielte drei Mal für die Nationalmannschaft Chiles.

## Karriere

### Verein
Fernando Carvallo kam aus der Jugend von Universidad Católica 1966 zur Profimannschaft, wo er bis 1972 gemeinsam mit Bruder Luis Hernán Carvallo spielte. In seiner Debütsaison 1966 wurde Fernando Carvallo chilenischer Meister. 1972 wechselte er erst auf Leihbasis zu Unión San Felipe, im Folgejahr dann endgültig zu Unión Española, mit denen er eine weitere Meisterschaft gewann. Dort blieb er eine Spielzeit und ging zum FC Cádiz. Beim Cadiz erlebte er seine erfolgreichste Spielerzeit und blieb bis 1978 im Verein. Anschließend kehrte er zu Unión Española zurück, bei dem er 1982 seine aktive Karriere beendete.

### Nationalmannschaft
Das Debüt in der chilenischen Nationalmannschaft gab Fernando Carvallo am 21. Juni 1972 beim Freundschaftscup Taça Independência im brasilianischen Recife gegen Irland. Vier Tage später spielte Carvallo auch beim 2:1-Erfolg gegen den Iran. Sein drittes und letztes Länderspiel absolvierte Carvallo beim Freundschaftscup Copa Carlos Dittborn 1972 gegen Argentinien.

### Trainer
Fernando Carvallo sammelte erste Trainererfahrungen bei Universidad Católica 1990 bis 1991. Er kehrte, nachdem er die U-23-Nationalmannschaft 1995 bei der Olympia-Qualifikation betreut hatte, zurück zu UC. Mit dem Klub gewann der frühere Mittelfeldspieler die Apertura 1997 und mehrere Vizemeisterschaften. 1999 beendete Carvallo seine Trainerkarriere, trat jedoch 2002 vom Rücktritt zurück und wurde Trainer des CD Palestino. 2003 bis 2004 trainierte er Unión Española und erreichte das Finale der Clausura 2004, in dem der Klub spanischer Einwanderer dem CD Cobreloa unterlag.
2007 ersetzte Fernando Carvallo José del Solar bei Universidad Católica, allerdings wurde er nach einem nicht erwartungsgemäßen Abschneiden in der Clausura 2008 von seinen Aufgaben entbunden. 2011 und 2012 trainierte Carvallo die U-20 Chiles.
Danach arbeitete Fernando Carvallo 2015 bis 2016 als Sportdirektor beim CSD Colo-Colo und 2019 beim CD Magallanes. Im Dezember 2022 unterschrieb der er bei Deportes Iquique einen Vertrag als Chef der Jugendabteilung.

## Erfolge

### Spieler
Universidad Católica
- Chilenischer Meister: 1966

Unión Española
- Chilenischer Meister: 1973

### Trainer
Universidad Católica
- Chilenischer Meister: 1997-A

## Sonstiges
Sein Vater Hernán Carvallo war ebenfalls Profifußballspieler und siebenmaliger Nationalspieler. Fernandos Bruder Luis Hernán Carvallo spielte ebenfalls lange Zeit bei CD Universidad Católica.